# En vivo marzo 16
En vivo marzo 16 es el nombre del primer álbum en directo editado por Sony Music en 1992, que fue el quinto álbum del cantautor italo-venezolano Franco De Vita. Este disco reúne canciones de álbumes anteriores y otras nuevas como No lo había pensado y Entre tu vida y la mía. Fue presentado en el Poliedro de Caracas.
El álbum vendió más de un millón de copias y superó a los cuatro álbumes anteriores en ventas discográficas. Forma parte de la lista de  los 100 discos que debes tener antes del fin del mundo, publicada en 2012 por Sony Music.

## Listado de canciones
1. Introducción/Latino - 5:05
2. Te equivocaste conmigo - 5:04
3. Aquí estás otra vez - 4:00
4. Esta vez - 4:42
5. Somos tres - 4:43
6. Te amo - 4:26
7. Será - 4:24
8. Fantasía - 4:21
9. Louis - 6:10
10. Solo importas tú - 5:04
11. Un buen perdedor - 4:14
12. No hay cielo - 0:50
13. Sexo - 3:40
14. No basta - 5:26
15. No lo había pensado (Inédita (Grabada en estudio)) - 4:37
16. Entre tu vida y la mía (Inédita(Grabada en estudio)) - 5:02

- Todas las canciones por Franco De Vita

- Datos: Q5375042